# Friedrich Magnus zu Castell-Remlingen

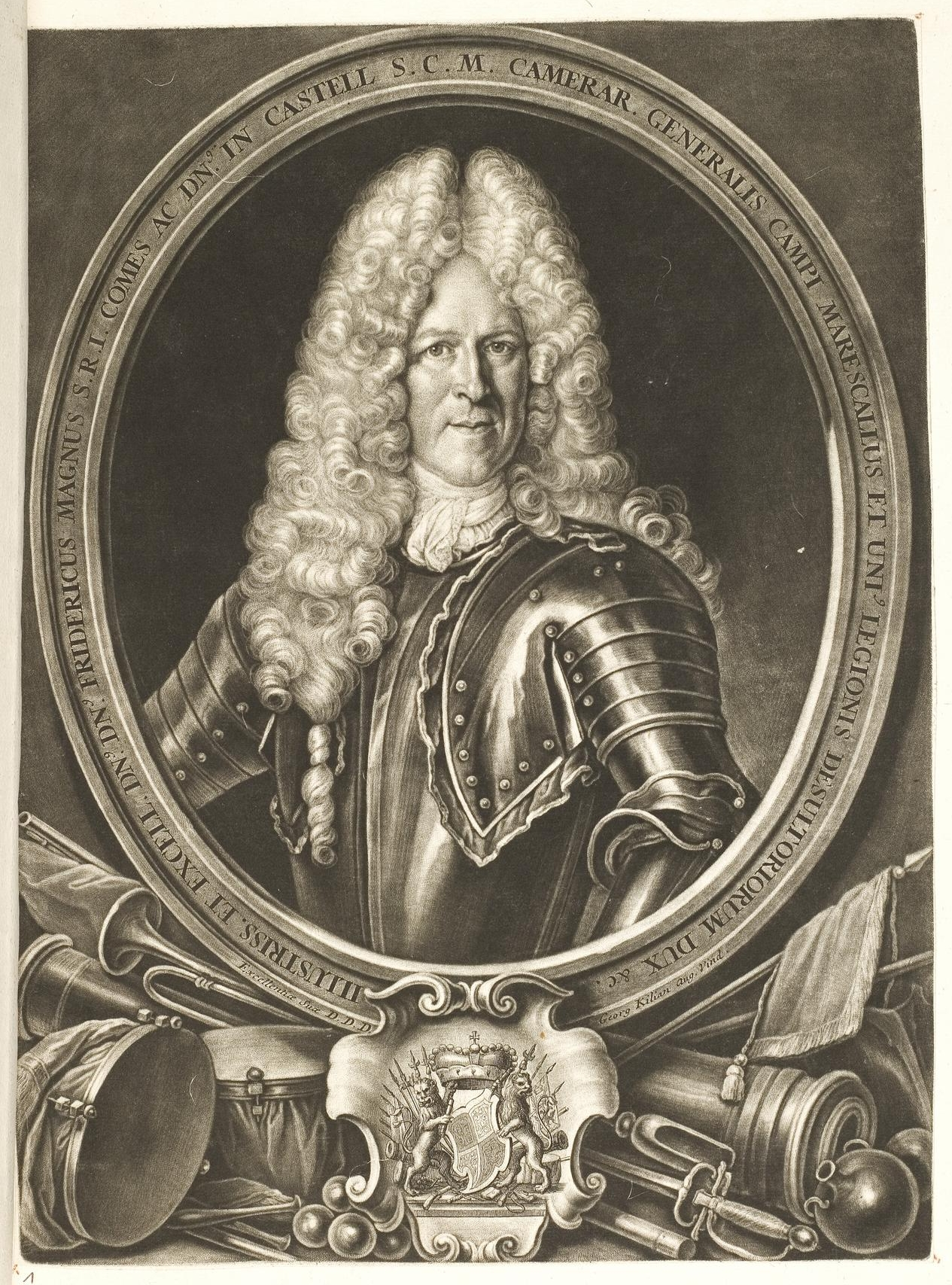
Friedrich Magnus Graf und Herr zu Castell-Remlingen

Friedrich Magnus Graf und Herr zu Castell-Remlingen (* 6. Oktober 1646 in Remlingen; † 17. April 1717 in Augsburg) war von 1668 bis 1717 Herrscher der Grafschaft Castell-Remlingen, Landesportion Remlingen. Er teilte sich die Herrschaft mit seinem Bruder Wolfgang Dietrich. Daneben tat er sich als Generalfeldmarschall in den Türkenkriegen und dem Spanischen Erbfolgekrieg hervor.

## Die Grafschaft vor Friedrich Magnus
Das 16. Jahrhundert war für die Grafschaft Castell mit einem einschneidenden Ereignis verbunden. Die Grafen nahmen den lutherischen Glauben an und erhielten so größere Unabhängigkeit von den Würzburger Fürstbischöfen. Die folgenden Kriege des Jahrhunderts, der Bauernkrieg des Jahres 1525 und der Zweite Markgrafenkrieg zerstörten dann allerdings weite Teile der Grafschaft. In der Wende zum 17. Jahrhundert kam es sogar zur Linienspaltung des Hauses Castell: Alt-Castell-Rüdenhausen und Castell-Remlingen entstanden.
Ein weiterer Krieg, der Dreißigjährige Krieg, zerstörte im 17. Jahrhundert die darniederliegende Grafschaft noch weiter. Fortan mussten die Grafen die vorhandenen Gebiete verwalten, konnten jedoch auf keine Erweiterung ihres Herrschaftsgebietes in Franken mehr hoffen. Fernab der Grafschaft, in Österreich, versuchte man derweil Herr über die osmanischen Eroberer zu werden, die weite Teile Ungarns unter ihre Herrschaft gebracht hatten.

## Leben
Friedrich Magnus wurde am 6. Oktober 1646 als siebtes Kind des Grafen Wolfgang Georg I. und seiner Gemahlin Sophia Juliana, einer geborenen Gräfin zu Hohenlohe-Waldenburg-Pfedelbach, in Remlingen geboren. Vier Brüder starben im Kindesalter, sodass Friedrich Magnus zusammen mit seinem älteren Bruder Wolfgang Dietrich, sowie dem Jüngeren Eberhard Friedrich und den Schwestern Juliane Dorothea und Sophie Luise aufwuchs. Als Informator der Brüder wirkte zeitweise der Geistliche und Dichter Johann Heinrich Calisius.
Ähnlich wie sein Bruder Wolfgang Dietrich studierte der junge Graf an der Universität Tübingen. Nach dem Tod seines Vaters im Jahr 1668 erbte Friedrich Magnus zusammen mit ebenjenem Bruder die Grafschaft. Beide Brüder teilten das Gebiet in zwei Landesportionen; Friedrich Magnus wurde der Landesteil Remlingen zugesprochen. Dennoch nahm der Graf ab 1671 eine militärische Laufbahn auf und trat in französische Kriegsdienste. Hierzu rüstete er in der Grafschaft eine eigene Kompanie aus.
Im Jahr 1673 verließ er die Armee Frankreichs auf kaiserlichen Befehl, nachdem der Holländische Krieg ausgebrochen war. Mit dem Jahr 1674 wurde Friedrich Magnus Obristwachtmeister eines brandenburgisch-bayreuthischen Regimentes. Im gleichen Jahr wechselte der Graf zum katholischen Glauben über, um höhere Ämter am Kaiserhof anzunehmen. Im Jahr 1680 ging er nach Wien und wurde hier kaiserlicher Kammerherr. Gleichzeitig stand er als Oberst dem Dragonerregiment „Graf Castell“ vor.
In dieser Funktion zog Graf Friedrich Magnus auch in die Türkenkriege. Im Jahr 1683 zeichnete er sich bei der Zweiten Belagerung von Wien mit seinem Regiment aus und kämpfte in jeder größeren Schlacht dieser Auseinandersetzung mit. Ebenso tat sich Friedrich Magnus im Spanischen Erbfolgekrieg hervor, sodass man ihn 1694 zum General der Kavallerie ernannte. Den Gipfel der militärischen Karriere erreichte der Graf mit seiner Ernennung zum kaiserlichen Generalfeldmarschall.
Seit 1703 wohnte der Graf, anders als seine Frau, nicht mehr auf seinem Schloss in Remlingen, sondern zog sein Palais in Augsburg vor. Nach dem Tod seiner Frau heiratete er 1714 eine vornehme Türkin, die er auf seinen Feldzügen gefangen gesetzt hatte. Am 17. April 1717 starb Friedrich Magnus Graf und Herr zu Castell-Remlingen in Augsburg und wurde in der dortigen Dominikanerkirche beigesetzt.

## Ehen und Nachkommen
Friedrich Magnus heiratete am 17. November 1678 in Öttingen Gräfin Johanna von Öttingen-Öttingen. Aus dieser Verbindung ging der einzige Sohn Leopold Friedrich Ernst hervor.
- Leopold Friedrich Ernst (* 27. Juli 1679 in Kirchheim unter Teck; † 21. August 1702 in Landau in der Pfalz)

Nach dem Tod seiner Frau ehelichte Friedrich Magnus am 2. April 1714 Maria Anna Augusta Fatma, die angeblich als Tochter eines türkischen Paschas oder Ehefrau eines Mullahs von den Feldzügen im Balkan mitgebracht wurde. Die Ehe blieb kinderlos.